# Kristoffer Tabori
Kristoffer Tabori (* 4. August 1952 in Malibu, Kalifornien als Christopher Donald Siegel) ist ein US-amerikanischer Schauspieler, Synchron- und Hörbuchsprecher sowie Regisseur.

## Leben
Christopher Donald Siegel ging 1952 als einziges Kind aus der Ehe der Schauspielerin Viveca Lindfors und des Regisseurs Don Siegel hervor. Aus zwei früheren Ehen seiner Mutter hat er zwei Halbgeschwister. Nach der Scheidung seiner Eltern heiratete seine Mutter 1954 den Schriftsteller und Drehbuchautoren George Tabori. Wie auch seine Halbschwester Lena Tabori nahm er dessen Familiennamen an. Nach der Trennung des Paares im Jahr 1972, vor allem wegen George Taboris zunehmender Theaterarbeit in Europa, blieb Lindfors mit ihren drei Kindern in New York City. 
Bereits als Sechsjähriger gab Kristoffer Tabori an der Seite seiner Mutter sein Schauspieldebüt in Morris Engels Romanze Weddings and Babies. Gelegentlich arbeitete er auch mit seinem Vater zusammen, so unter anderem als Fahrstuhlpassagier in Coogans großer Bluff oder als Hippie Guy in Dirty Harry. Kurz vor dem Tod seiner Mutter 1995 spielte er in ihrem letzten Film Last Summer in the Hamptons ihren Sohn.
Seine Ausbildung absolvierte Kristoffer Tabori an der New Yorker High School for the Performing Arts und bei verschiedenen Schauspiellehrern. Ab 1966 trat er am Theater auf. Bereits als 17-Jähriger wurde er mit dem Theatre World Award für seine Rolle in How Much How Much? ausgezeichnet und war damit einer der jüngsten Empfänger dieses Preises.
Ab den 1970er Jahren folgte eine verstärkte Tätigkeit bei Film- und Fernsehproduktionen. Ab Mitte der 1980er Jahre übernahm er auch für erste Fernsehproduktionen die Regie. Gelegentlich trat er als Regisseur unter dem Pseudonym K. T. Donaldson in Erscheinung. Ab den 2000er Jahren war Tabori oft als Hörbuchsprecher sowie Synchronsprecher für Videospiele tätig, letzteres insbesondere für die von LucasArts produzierten Spiele aus dem Star-Wars-Universum.
Tabori ist Mitglied der Directors Guild of America und der Directors Guild of Canada.
Er lebt in British Columbia, Kanada. Von 1985 bis 1989 war er mit der britischen Schauspielerin Judy Geeson verheiratet. Die Ehe blieb kinderlos und endete durch Scheidung.

## Filmografie (Auswahl)
Schauspieler
- 1958: Weddings and Babies
- 1968: Coogans großer Bluff (Coogan’s Bluff)
- 1969: Sweet Charity
- 1969: John und Mary (John and Mary)
- 1970: Neither Are We Enemies (Fernsehfilm)
- 1970: Pigeons
- 1971: Making It
- 1971: Dirty Harry
- 1972: The Glass House (Fernsehfilm)
- 1972: Journey Through Rosebud
- 1972: Family Flight (Fernsehfilm)
- 1973: Terror on the Beach (Fernsehfilm)
- 1974: The Lady’s Not for Burning (Fernsehfilm)
- 1975: Barnaby Jones (Fernsehserie, 1 Episode)
- 1976: Die Straßen von San Francisco ( The Streets of San Francisco, Fernsehserie, 1 Episode)
- 1978: Girlfriends
- 1979: Detektiv Rockford – Anruf genügt (The Rockford Files, Fernsehserie, 2 Episoden)
- 1980: Brave New World (Fernsehfilm)
- 1982: Chicago Story (Fernsehserie, 13 Episoden)
- 1983: Rappaccini's Daughter (Fernsehfilm)
- 1984–1994: Mord ist ihr Hobby (Murder, She Wrote, Fernsehserie, 4 Episoden)
- 1985: Braker (Fernsehfilm)
- 1987: Home (Fernsehfilm)
- 1987: Strong Medicine (Fernsehfilm)
- 1987: London Embassy (Miniserie, 6 Episoden)
- 1988: Der Hund von Baskerville (The Hound of the Baskervilles, Fernsehfilm)
- 1988: King of the Olympics: The Lives and Loves of Avery Brundage (Fernsehfilm)
- 1988: Once in a Life Time (Fernsehfilm)
- 1989: 21 Jump Street – Tatort Klassenzimmer (21 Jump Street, Fernsehserie, 1 Episode)
- 1990: Cluedo (Fernsehserie, 6 Episoden)
- 1992: In the Arms of a Killer (Fernsehfilm)
- 1993: Marilyn & Bobby: Her Final Affair (Fernsehfilm)
- 1994: Deep Down
- 1995: Last Summer in the Hamptons
- 1996: Wildly Available

Regisseur
- 1984: Guilty or Innocent (Fernsehserie, 1 Episode)
- 1990: ABC Afterschool Specials (Fernsehserie, 1 Episode)
- 1991: Doogie Howser, M.D. (Fernsehserie, 1 Episode)
- 1991: Law & Order (Fernsehserie, 1 Episode)
- 1993: Picket Fences – Tatort Gartenzaun (Picket Fences, Fernsehserie, 1 Episode)
- 1995: Fudge (Fernsehserie, 4 Episoden)
- 1996: Blutiges Verlangen (Dead of Night)
- 1996–1997: Big Easy – Straßen der Sünde (The Big Easy, Fernsehserie, 6 Episoden)
- 1997: Chicago Hope (Fernsehserie, 1 Episode)
- 1998: Magic Jersey (Fernsehfilm)
- 1999: Jack & Jill (Fernsehserie, 1 Episode)
- 2000–2001: Für alle Fälle Amy (Judging Amy, Fernsehserie, 3 Episoden)
- 2004: Pursued – Ein Headhunter kennt keine Gnade (Pursued)
- 2006: The Accidental Witness (Fernsehfilm)
- 2007: Falcon Beach (Fernsehserie, 3 Episoden)
- 2007: Meteor – Der Tod kommt vom Himmel (Anna's Storm, Fernsehfilm)
- 2009: Fireball (Fernsehfilm)
- 2009: High Plains Invaders (Fernsehfilm)
- 2012: Goodnight for Justice: The Measure of a Man (Fernsehfilm)
- 2013: Tom Dick & Harriet (Fernsehfilm)
- 2013: The Carpenter's Miracle (Fernsehfilm)
- 2013: Guess Who's Coming to Christmas (Fernsehfilm)
- 2014: My Gal Sunday (Fernsehfilm)
- 2014: Ring by Spring (Fernsehfilm)
- 2015: Portrait of Love (Fernsehfilm)
- 2015: Just the Way You Are (Fernsehfilm)
- 2015: Love on the Air (Fernsehfilm)
- 2015: Murder, She Baked: A Plum Pudding Mystery (Fernsehfilm)
- 2015: Weihnachten Undercover (Debbie Macomber's Dashing Through the Snow, Fernsehfilm)
- 2016: Murder, She Baked: A Peach Cobbler Mystery (Fernsehfilm)
- 2016: Murder, She Baked: A Deadly Recipe (Fernsehfilm)
- 2016: The Irresistible Blueberry Farm (Fernsehfilm)
- 2016: Garage Sale Mystery: The Art of Murder (Fernsehfilm)
- 2017: Murder, She Baked: Just Desserts (Fernsehfilm)
- 2017: The Art of Us (Fernsehfilm)

Synchronsprecher
- 1987: G.I. Joe: The Movie
- 1991: The Miracles of Jesus (Kurzfilm)
- 1992: Jonah (Kurzfilm)
- 2005–2007: Avatar – Der Herr der Elemente (Avatar: The Last Airbender, Fernsehserie, 3 Episoden)

## Theater (Auswahl)
Schauspieler
- 1966: The Merchant of Venice (Berkshire Theatre Festival)
- 1968–1969: A Cry of Players (Vivian Beaumont Theatre)
- 1969: The Penny Wars (Royale Theatre)
- 1969: King Henry V (ANTA Playhouse)
- 1969: Dream of a Blacklisted Actor (Lucille Lortel Theatre)
- 1970: How Much How Much? (Provincetown Playhouse)
- 1974: The Wager (Eastside Playhouse)
- 1975–1976: Habeas Corpus (Martin Beck Theatre)
- 1977: Scribes (Marymount Manhattan Theatre)
- 1978: Hamlet (Arena Stage)
- 1980: The Trouble with Europe (Marymount Manhattan Theatre)
- 1986: The Common Pursuit (Promenade Theatre)

## Videospiele (Auswahl)
Synchronsprecher
- 2002: New Legends
- 2003: Star Wars: Knights of the Old Republic
- 2003: Gladius
- 2003: Battlestar Galactica
- 2004: EverQuest II
- 2004: Star Wars: Knights of the Old Republic II: The Sith Lords
- 2005: Dungeons & Dragons: Dragonshard
- 2006: Star Wars: Empire at War: Forces of Corruption
- 2008: Star Wars: The Force Unleashed
- 2008: Spider-Man: Web of Shadows
- 2008: Tom Clancy’s EndWar
- 2010: Alpha Protocol
- 2011: Star Wars: The Old Republic
- 2012: Ninja Gaiden 3
- 2012: Dishonored: Die Maske des Zorns
- 2013: Star Wars: The Old Republic – Rise of the Hutt Cartel
- 2014: Star Wars: The Old Republic – Shadow of Revan
- 2015: Star Wars: The Old Republic – Knights of the Fallen Empire

## Hörbücher (Auswahl)
Sprecher
- 2004: Rise, Let Us Be On Our Way
- 2004: Max Brand: Beyond the Outposts
- 2005: Haynes Johnson: The Age of Anxiety: McCarthyism to Terrorism
- 2006: Noël Coward: Private Lives: An Intimate Comedy
- 2007: Jack Finney: The Invasion of the Body Snatchers
- 2009: Richard Yates: The Easter Parade: A Novel
- 2009: Ariel Dorfman: Death and the Maiden
- 2009: Kent Meyers: Twisted Tree: A Novel
- 2010: Richard Yates: A Good School: A Novel
- 2010: A. J. Scudiere: Vengeance
- 2011: King James Version Audio Bible: The Book of Numbers
- 2011: King James Version Audio Bible: The Books of Jeremiah and Lamentations
- 2011: King James Version Audio Bible: The Book of Proverbs
- 2011: The Book of Mark: King James Version Audio Bible
- 2012: Brian Garfield: The Last Hard Man
- 2013: Harold Burson: Report from Nuremberg: The International War Crimes Trial
- 2014: Terry Bisson: Bears Discover Fire, and Other Stories
- 2015: John Michael Greer: Decline and Fall: The End of Empire and the Future of Democracy in 21st Century America
- 2017: Jonathan Maberry, George A. Romero: Nights of the Living Dead: An Anthology
- 2019: Jonathan Gienapp: The Second Creation: Fixing the American Constitution in the Founding Era
- 2020: Arthur Machen: The Shining Pyramid & The Three Impostors
- 2020: Peter Phillips: Giants: The Global Power Elite
- 2020: Dylan Howard, Andy Tillett: The Last Charles Manson Tapes: Evil Lives Beyond the Grave

## Auszeichnungen (Auswahl)
- 1970: Theatre World Award für seine Rolle in How Much How Much?
- 1991: Daytime Emmy in der Kategorie Outstanding Achievement in Directing – Special Class für seine Regie der ABC Afterschool Specials Episode The Perfect Date
- 2003: Audie Award in der Kategorie Fiktion, ungekürzt für das Hörbuch Middlesex von Jeffrey Eugenides, gelesen von Kristoffer Tabori[5]